# Polymétrie
Ne doit pas être confondu avec Polyrythmie.

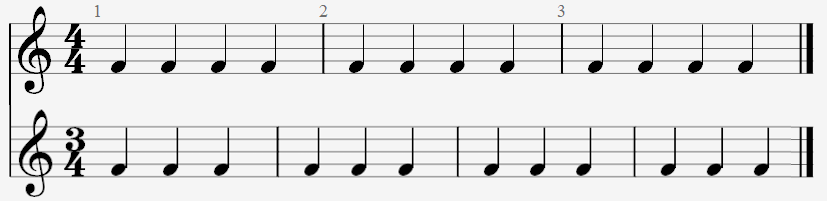
Une polymétrie simple de 4/4 sur 3/4. Le motif boucle sur 12 temps (3 mesures de 4/4, 4 mesures de 3/4)

La polymétrie est une technique musicale consistant à superposer plusieurs métriques différentes de manière simultanée.
Contrairement à la polyrythmie, qui repose sur la superposition de subdivisions rythmiques distinctes dans un même cadre métrique, la polymétrie implique l'utilisation de mesures de durées différentes jouées en parallèle.

## Caractéristiques
La polymétrie repose sur la juxtaposition de plusieurs signatures rythmiques indépendantes. Par exemple, un même morceau peut comporter une partie en 4/4 et une autre en 3/4, ce qui crée un effet de décalage entre les motifs musicaux. On parle de polymétrie lorsque les mesures différentes se répètent à des intervalles réguliers, retrouvant un alignement périodique.
Un exemple simple de polymetre de mesures de 4/4 sur des mesures de 3/4 :
| Partie 1 en 4/4 (3 mesures) : | 1 | 2 | 3 | 4 | 1 | 2 | 3 | 4 | 1 | 2 | 3 | 4 |
| Partie 2 en 3/4 (4 mesures) : | 1 | 2 | 3 | 1 | 2 | 3 | 1 | 2 | 3 | 1 | 2 | 3 |

On observe alors un "déphasage" : les premiers temps de chaque mesure se décalent petit à petit des autres. Dans cet exemple, les motifs se réalignent tous les 12 temps (3x4 et 4x3). On constate par ailleurs que, si l'on se focalise uniquement sur les premiers temps (1), on obtient théoriquement un polyrythme de 3 pour 4 (ou 4 pour 3) lent, étalé sur 3 (ou 4) mesures (selon le référentiel).
La polymétrie peut être enrichie par l'utilisation de changements de signatures rythmiques au sein d'une même composition ou par des divisions rythmiques complexes, telles que les n-olets.

## Applications

### Dans la musique ancienne
La polymétrie est présente dans de nombreuses traditions musicales à travers le monde. On la retrouve notamment dans :
- Les musiques traditionnelles africaines et indiennes, qui utilisent des cycles rythmiques imbriqués.
- La musique classique occidentale, notamment chez des compositeurs comme Igor Stravinsky (Le Sacre du printemps), Béla Bartók et Charles Ives

Dans certaines compositions de Wolfgang Amadeus Mozart, notamment dans Don Giovanni, des passages polymétriques permettent de superposer plusieurs danses ayant des signatures rythmiques distinctes, renforçant ainsi la complexité musicale.

### Dans la musique moderne
- Le jazz, où des musiciens comme Dave Brubeck ont expérimenté avec des signatures rythmiques asymétriques.
- Le rock progressif et le metal, avec des groupes comme Rush, Tool et Meshuggah, qui exploitent des motifs polymétriques complexes.
- La musique minimaliste, avec Steve Reich qui utilise la superposition de motifs rythmiques différents pour créer des effets de déphasage.

Dans la musique électronique, des artistes comme Aphex Twin et Squarepusher explorent également des formes de polymétrie en superposant des boucles rythmiques de longueurs différentes, produisant des textures rythmiques évolutives et complexes.
Des compositeurs contemporains comme Iannis Xenakis ou Conlon Nancarrow ont poussé la polymétrie à des niveaux extrêmes, utilisant des structures mathématiques complexes et des dispositifs automatisés comme le piano mécanique pour jouer des superpositions de métriques impossibles pour un humain.